# Сказка о попе и о работнике его Балде
«Ска́зка о попе́ и о рабо́тнике его́ Балде́» — сказка А. С. Пушкина, написанная в Болдине 13 сентября 1830 года. Основой послужила русская народная сказка, записанная Пушкиным в Михайловском от Арины Родионовны. При жизни поэта не печаталась.

## Сюжет

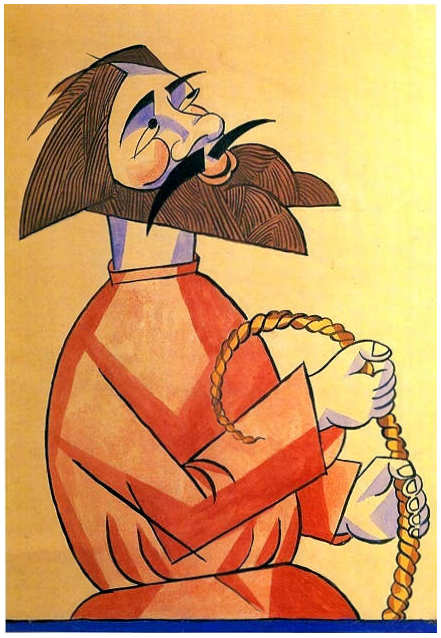
Любовь Попова. Балда, 1919.

На первый взгляд, в отличие от других сказок Пушкина, сюжет прост: скупой и глупый поп, повстречавшись с работником Балдой, получает воздаяние за свою жадность.
По русской традиции сказка начинается с выражения жил-был: «Жил-был поп, толоконный лоб». Далее рассказывается о том, как он прогуливался по базару, где встретился с мужичком по имени Балда и нанял его к себе работником, причём — за комичную плату («в год за три щелка тебе по лбу» — такое условие выдвинул мужичок). После этого зажил Балда «в поповом доме» и стал трудиться на совесть. Через некоторое время попа стали одолевать сомнения в выгодности сделки, и он по совету попадьи даёт Балде заведомо невыполнимое поручение, чтобы избежать даже этих щелчков:

Как наешься ты своей полбы,

Собери-ка с чертей оброк мне полный.

Невозмутимый Балда отправляется за оброком. У берега моря он находит чертей и хитростью выполняет их задания: его «меньшой брат» заяц обгоняет бесёнка (на самом деле бегал один заяц, после сбежавший, а другой был на финише), сам Балда грозит кинуть палку в тучу и вызвать грозу. Затем Балда сам поручает бесёнку пронести кобылу полверсты, чего тот сделать не смог (так как решил, что кобылу надо поднять), а работник справился с этим легко, просто оседлав ту. Балда получает злополучный оброк, а после возвращения требует от попа полную плату за труды. Поп вынужденно подставляет свой лоб и получает сполна — так, что после третьего щелчка он теряет рассудок. Заканчивается сказка моралью:

А Балда приговаривал с укори́зной:

«Не гонялся бы ты, поп, за дешеви́зной».

### Интерпретация

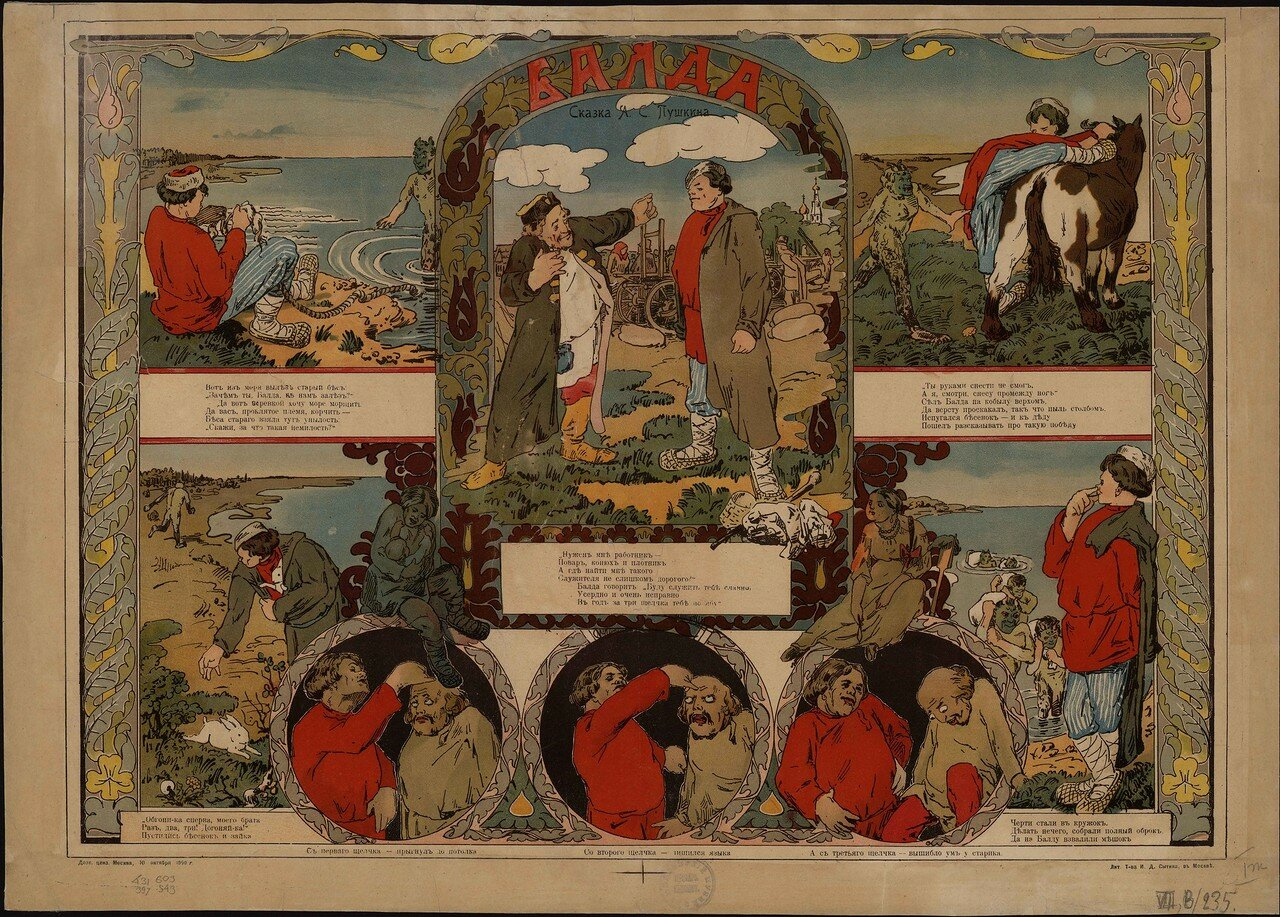
«Балда». Сказка А.С. Пушкина. Литография издательства И. Д. Сытина, Москва, 1898 год.

Существуют по крайней мере три интерпретации сюжета:
- это сатира, где поп-эксплуататор противопоставлен работнику-Балде. Такое понимание сказки в духе классовой борьбы, популярное в советское время, восходит по крайней мере к Максиму Горькому и Марку Азадовскому[6]. Согласно этой интерпретации, успех сказки не в последнюю очередь обусловлен её социальной природой и связью с реальной жизнью;
- постсоветские исследователи предпочитают подчёркивать шутливость, юмор сказки[7]. При этой интерпретации возникает проблема с финалом, где молодой и здоровый человек калечит старика, вина которого состоит всего-навсего в стремлении купить подешевле. На несоразмерность преступления и наказания обратил внимание Валентин Непомнящий, который предложил объяснение: Пушкин соединил в одно целое фольклорный схематический персонаж скупца и созданный художником образ реального человека. В народной сказке, где герой — это функция, уничтожается поп как символ жадности, которого никто не будет жалеть, а у Пушкина — ещё и живой человек, которого всё-таки жалко. Мастерство поэта позволило замаскировать это противоречие[6];
- тем не менее, наличие противоречия по идее означает, что сказка неудачна — но тогда необъяснима её популярность. Евгений Неёлов предлагает свою интерпретацию для объяснения этого парадокса. По его мнению, в первой сцене у попа нет жадности, он всего-навсего ищет «служителя не слишком дорогого». Но требование совмещения профессий конюха, повара и плотника выглядит неразумно. При этом Балда, который сам находит попа и первым заговаривает с ним, оказывается ещё более универсальным умельцем — и «запряжёт лошадь — полосу вспашет», и «нянчится с дитятей». Что не менее странно, поп панически боится грядущего щелчка по лбу — тем самым и Балда, и поп знают нечто такое, что в тексте явно не описано. Дальнейший текст приоткрывает секрет: оказывается, у попа черти на оброке, и давно: «недоимки» накопились за три года. Выходит, что поп, хозяин чертей, нарушает свой священнический долг. По Неёлову, Балда послан высшими силами для наказания попа-отступника, чем и объясняются его ум и сверхъестественные способности («наделал такого шума / Что всё море смутилось»). В финале Пушкин называет попа стариком, потому что тот отбросил своё «священство», а дешевизна — это символ «бесовского» соблазна[8].

## История

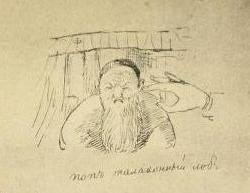
Поп (рисунок А. С. Пушкина)

Основным источником для Пушкина послужила слышанная им русская народная сказка. В тетради от 1824 года Пушкин написал:

 Поп поехал искать работника. Навстречу ему Балда. Соглашается Балда идти ему в работники, платы требует только 3 щелчка в лоб попу. Поп радёхонек, попадья говорит каков будет щёлк. Балда дюж и работящ — но срок уже близок, а поп начинает беспокоиться. Жена советует отослать Балду в лес к медведю, будто он за коровой — Балда идёт и приводит медведя в хлев. Поп посылает Балду с чертей оброк собирать, Балда берёт пеньку, смолу да дубину, садится у реки, ударил дубиной в воду и в воде охнуло…" — Пушкин А. С. Полн. собр. соч. в 10-ти тт. Том 3.
Заканчивается эпизодом излечения Балдой царской дочери: «Была у царя дочь, одержимая бесом — Балда под страхом виселицы берётся вылечить царевну — с нею ночует — берёт с собою орехи железные и старые карты да молоток — знакомого бесёнка заставляет грызть железные орехи; играет с ним в щелчки и бьёт бесёнка молотком».
Пушкин читал эту сказку летом 1831 года Николаю Гоголю в Царском Селе — этим годом и принято датировать произведение. Гоголь писал Григорию Данилевскому (в письме от 2 ноября 1831 года), что Пушкин читал ему «сказки русские народные — не то что „Руслан и Людмила“, но совершенно русские». И далее об этой сказке:

Одна сказка даже без размера, только с рифмами и прелесть невообразимая.
Указание Гоголя «без размера» связано с тем, что пушкинская сказка написана акцентным стихом с парными рифмами, стилизованным под раёшник. Впервые она была напечатана Василием Жуковским в 1840 году. По цензурным причинам Жуковский заменил попа на купца Кузьму Остолопа:

Жил-был купец Кузьма Остолоп

По прозванию Осиновый Лоб.

Далее всюду «поп» был заменён на «Кузьму», «попадья» — на «хозяйку», «поповна» — на «дочку», а «попёнок» — на «сыночка». У Пушкина имя работника — Балда — не носит оттенка порицания, а употреблено в первоначальном народном значении. В Нижегородской губернии, где находилось пушкинское Болдино, это: «лесная кривулина, толстое корневище, палица, дубина» (словарь Даля).
Только в 1882 году в собрании пушкинских сочинений под редакцией П. А. Ефремова сказка была напечатана по рукописи. В изданиях для народа до начала XX века она печаталась с Кузьмой Остолопом. В настоящее время отдельные деятели РПЦ издают и предпринимают попытки популяризации редакции Жуковского.

## Экранизации
В СССР было создано несколько мультфильмов по сказке:
- «Сказка о попе и о работнике его Балде» (1933—1936) — рисованный 47-минутный советский мультфильм Михаила Цехановского, композитор Дмитрий Шостакович. Отснятый материал фильма был утрачен при пожаре на складе «Ленфильма» в начале Великой Отечественной войны, сохранился лишь 2-минутный фрагмент «Базар». Из-за начавшейся в 1936 году критической кампании против Шостаковича партитура к фильму была написана им лишь частично. В 2005 году ученик композитора Вадим Биберган придал ей законченный вид (премьера композиции состоялась в 2006 году).
- «Сказка о попе и его работнике Балде» (1940) — рисованный мультфильм Пантелеймона Сазонова, композитор Иосиф Ковнер.
- «Сказка о попе и о работнике его Балде» (1956) — кукольный мультфильм Анатолия Карановича, композитор Николай Пейко.
- «Сказка о попе и о работнике его Балде» (1973) — рисованный мультфильм Инессы Ковалевской, композитор Анатолий Быканов.

## Реакция церкви
Противники пушкинского сюжета (обычно из православного духовенства) основывают свою критику на первой, сатирической, интерпретации сюжета. Уже в 1873 году священник К. Д. Думитраков отмечает, что «пресловутая сказка знаменитого Пушкина … не учит ничему доброму».
В 2011 году в Армавире сказка была издана в подцензурной редакции Жуковского — с заменой попа на купца. По мнению священника Армавирского Свято-Троицкого собора иерея Павла Калинина, цензурированное переиздание является «восстановлением исторической справедливости», поскольку, по его мнению, «Пушкин был человеком верующим и не мог высмеивать церковь».